# Frecuencia muy alta
| Frecuencia muy alta (VHF)                                         |
| ----------------------------------------------------------------- |
| Ciclos por segundo: 30 MHz a 300 MHz Longitud de onda: 10 m a 1 m |

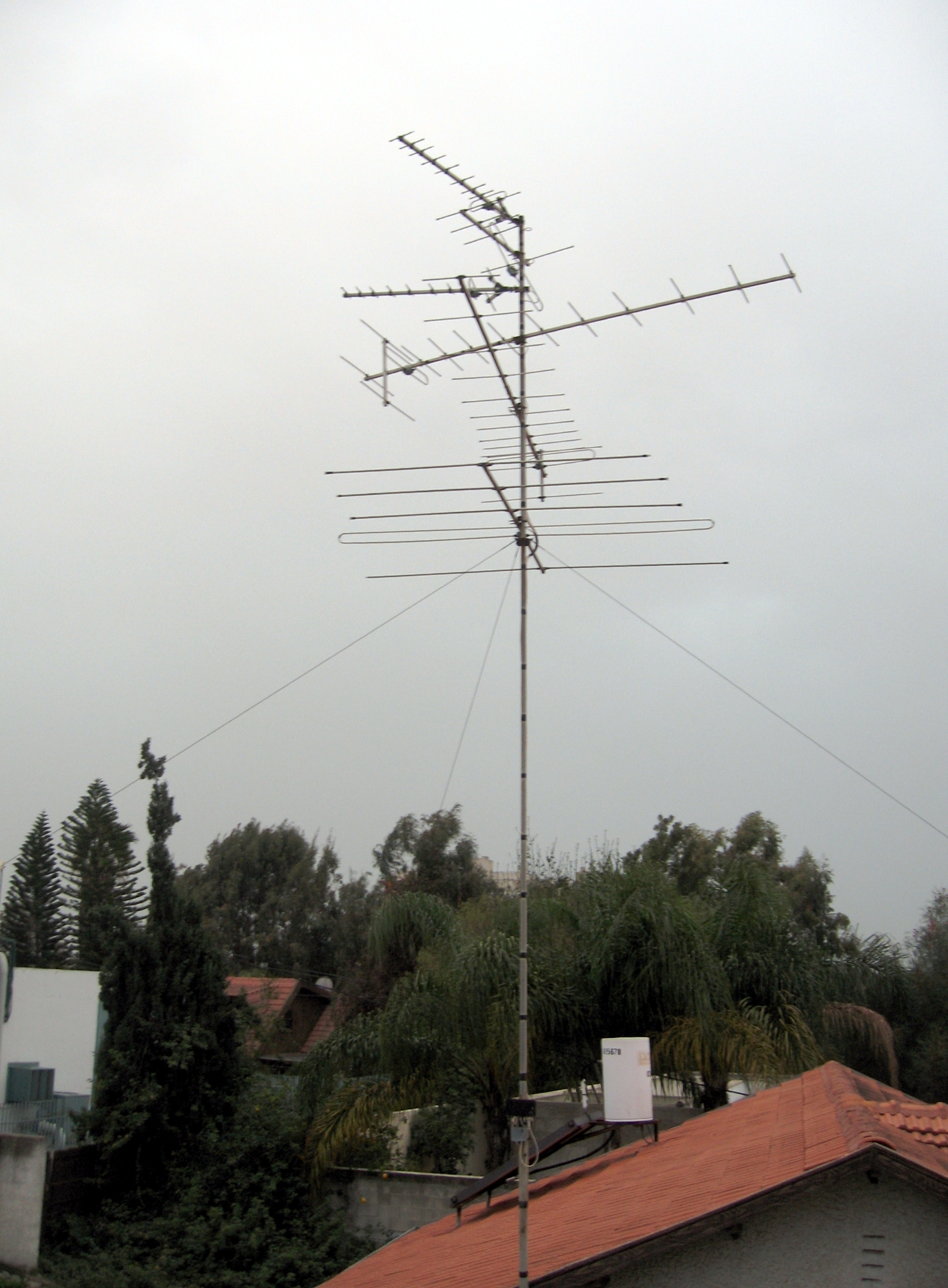
Antenas televisivas de frecuencia muy alta usadas para recepción de televisión terrestre. Estas seis antenas en la azotea de una casa pertenecen a un tipo conocido como antena Yagi, el cual es ampliamente usado en frecuencias muy altas.

La frecuencia muy alta (del inglés: Very High Frequency: «VHF») es la designación de la UIT para la gama de ondas electromagnéticas de radiofrecuencia (ondas de radio) de 30 a 300 megahercios (MHz), con longitudes de onda correspondientes de diez metros a un metro. Las frecuencias inmediatamente inferiores a VHF se denominan de alta frecuencia (HF), y las inmediatamente superiores, de frecuencia ultraalta (UHF).
Las ondas de radio VHF se propagan principalmente por la línea de visión, por lo que son bloqueadas por colinas y montañas, aunque debido a la refracción pueden viajar algo más allá del horizonte visual hasta unos 160 km (100 millas). Los usos más comunes de las ondas de radio en la banda VHF son la radiodifusión sonora digital (DAB) y la radiodifusión en FM, la radiodifusión televisiva, los sistemas de radio móvil terrestre bidireccional (emergencia, negocios, uso privado y militar), la comunicación de datos de largo alcance de hasta varias decenas de kilómetros con radiomódems, la radioafición y las comunicaciones marítimas. Las comunicaciones de control del tráfico aéreo y los sistemas de navegación aérea (por ejemplo, VOR e ILS) funcionan a distancias de 100 km (62 millas) o más respecto a las aeronaves a altitud de crucero.
En América y muchas otras partes del mundo, la banda I de VHF se utilizaba para la transmisión de televisión analógica. Como parte de la transición mundial a la televisión terrestre, la mayoría de los países exigen a las emisoras que emitan televisión en la banda VHF utilizando codificación digital, en lugar de analógica.

## Características de propagación
Las ondas de radio de la banda de VHF se propagan principalmente por la línea de visión directa y por trayectorias de rebote en el suelo; a diferencia de la banda de HF, en las frecuencias más bajas sólo hay cierta reflexión en la ionosfera (propagación por ondas ionosféricas). No siguen el contorno de la Tierra como las ondas terrestres, por lo que son bloqueadas por colinas y montañas, aunque debido a que la atmósfera las refracta débilmente (las dobla) pueden viajar algo más allá del horizonte visual hasta unos 160 km (100 millas). Pueden atravesar los muros de los edificios y recibirse en interiores, aunque en las zonas urbanas las reflexiones de los edificios provocan una propagación multicamino que puede interferir en la recepción de la televisión. El ruido radioeléctrico atmosférico y las interferencias (RFI) de los equipos eléctricos son menos problemáticos en esta banda y en las superiores que en las inferiores. La banda VHF es la primera en la que las antenas de transmisión eficientes son lo suficientemente pequeñas como para que puedan montarse en vehículos y dispositivos portátiles, por lo que la banda se utiliza para sistemas de radio móviles terrestres bidireccionales, como los walkie-talkies, y radiocomunicaciones bidireccionales con aviones (Airband) y barcos (radio marítima). Ocasionalmente, cuando las condiciones son las adecuadas, las ondas VHF pueden recorrer largas distancias por canalización troposférica debido a la refracción por los gradientes de temperatura de la atmósfera.

## Cálculo de la línea de visión
El alcance de la transmisión VHF es función de la potencia del transmisor, la sensibilidad del receptor y la distancia al horizonte, ya que las señales VHF se propagan en condiciones normales como un fenómeno cercano a la línea de visión. La distancia al horizonte radioeléctrico se prolonga ligeramente sobre la línea geométrica de visión al horizonte, ya que las ondas de radio son débilmente desviadas hacia la Tierra por la atmósfera.
Una aproximación para calcular la distancia del horizonte de la línea de visión (en la Tierra) es:
- distancia en millas náuticas = {\displaystyle 1.23\times {\sqrt {A_{ft}}}} donde {\displaystyle A_{ft}} es la altura de la antena en pies.
- distancia en kilómetros = {\displaystyle {\sqrt {12.746\times A_{m}}}} donde {\displaystyle A_{m}} es la altura de la antena en metros.

Estas aproximaciones solo son válidas para antenas situadas a alturas reducidas en comparación con el radio de la Tierra. No tienen por qué ser exactas en zonas montañosas, ya que el paisaje puede no ser lo bastante transparente para las ondas de radio.
En los sistemas de comunicaciones de ingeniería, se requieren cálculos más complejos para evaluar el área de cobertura probable de una estación transmisora propuesta.

## Antenas
VHF es la primera banda en la que las longitudes de onda son lo suficientemente pequeñas como para que las antenas de transmisión sean lo suficientemente cortas como para montarlas en vehículos y dispositivos de mano, una antena de látigo de cuarto de onda en frecuencias VHF mide de 25 cm a 2,5 m (de 10 pulgadas a 8 pies) de largo. Por eso, las longitudes de onda VHF y UHF se utilizan para radios bidireccionales en vehículos, aviones y transceptores portátiles y walkie-talkies. Las radios portátiles suelen utilizar antena de látigo o antenas rubber ducky, mientras que las estaciones base suelen utilizar antenas de látigo de fibra de vidrio más grandes o conjuntos colineales de dipolos verticales.
En cuanto a las antenas direccionales, la antena Yagi es la más utilizada como antena de alta ganancia o de haz. Para la recepción de televisión se utiliza la antena Yagi, así como la LP debido a su mayor ancho de banda. Las antenas helicoidales y de dipolo cruzado se utilizan para la comunicación por satélite, ya que emplean la polarización circular. Para obtener una ganancia aún mayor, se pueden montar varias Yagis o helicoidales juntas para formar antenas de array. Las matrices colineales verticales de dipolos pueden utilizarse para fabricar antenas omnidireccionales de alta ganancia, en las que la mayor parte de la potencia de la antena se irradia en direcciones horizontales.

## Uso universal
Ciertas subpartidas de la banda VHF tienen el mismo uso en todo el mundo. A continuación se detallan algunos usos nacionales.
- 50-54 MHz: banda de radioaficionados de 6 metros.
- 108-118 MHZ: balizas de navegación aérea VOR y localizador del sistema de aterrizaje instrumental.
- 118-137 MHz: banda aérea para el control del tráfico aéreo, AM, 121.5 MHz es la frecuencia de emergencia
- 144-146 MHz: banda de radioaficionados de 2 m (se extiende hasta 148 MHz en algunas regiones).
- 156-174 MHz: banda móvil marítima VHF para radio marítima bidireccional en buques.